# داری
داری روستایی در ولسوالی فیروز کوه از ولایت غور در کشور افغانستان است.